# Sarcophyton auritum
Sarcophyton auritum är en korallart som beskrevs av Verseveldt och Benayahu 1978. Sarcophyton auritum ingår i släktet Sarcophyton och familjen läderkoraller.
Artens utbredningsområde är Röda havet. Inga underarter finns listade i Catalogue of Life.